# 丹·费根
丹·费根（英語：Dan Fegan，1962年—2018年2月25日），美国體育经纪人，现NBA职业经纪人排名第6位。他毕业于耶鲁大学法学院，在洛杉矶建立了一间律师事务所，并且在佩波戴恩大学法学院教授体育法。

## 经纪人生涯
费根是NBA最具争议性的经纪人之一，在过去的15年间，他成为了NBA联盟中最多产和最富有经验的经纪人之一，过去的5年间他帮助球员签订的合约超过了7.5亿美元。他也拥有较多的新手段和技巧去为自己的客户争取最大的利益和合同。他开创了球员提供一年合同（one-year opt out）的先例，选择允许球员和球队签约一年再寻求更好的合约，这一方式在和NBA联盟的仲裁中取得了肯定，据NBA估算一年合约的选择在一年的时间内提高了球员超过一亿的工资。
费根同时开创了一年交易（sign-and-trade）的签约模式，和一年合同类似，一年交易允许一支球队签约一名球员而一年后将其交易去另外一支球队并且保留他的拉里·伯德条款权利（联盟承认球员年工资涨幅可以达到12.5%，球员必须效力一支球队3年以上，其间不可以出现放弃或者转会的行为），这一创新最终的仲裁胜诉。
签约的球员包括有全明星级球员肖恩·马里昂、贾森·理查德森，还有像贾森·特里、特洛伊·墨菲、埃杜阿多·纳胡拉、安德森·瓦莱乔、内内、易建联等有实力的球员，之前还曾帮助吉尔伯特·阿里纳斯争取到一份6年6500万美元的合同。最近一宗颇有争议的代理發生在帮助2007年NBA选秀第六顺位的易建联寻找一支适合他的NBA球队，最终易建联还是加盟了在选秀大会上選中他的密尔沃基雄鹿。。

## 逝世
2018年2月25日，丹·费根駕車在科羅拉多州82號公路遭公車撞擊身亡，享壽56歲。